# Cartello messicano

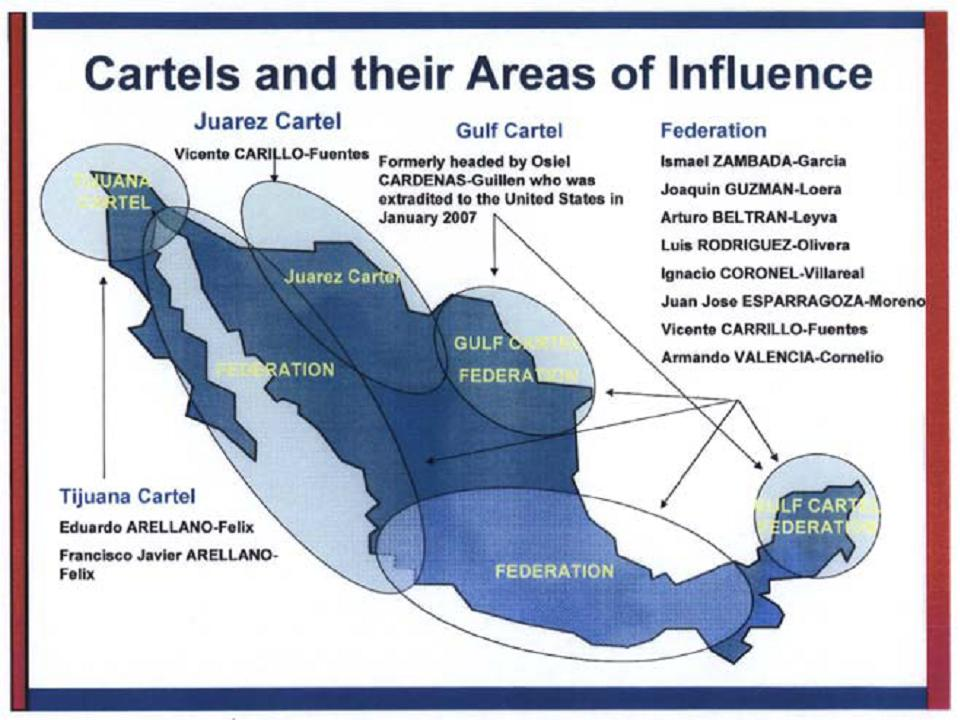
Cartelli e aree di influenza

Un cartello messicano è un cartello della droga di origine messicana.

## Storia

### Anni settanta
La principale organizzazione criminale nel Messico degli anni settanta è la famiglia Herrera dello Stato di Durango, composta da 3000 a 5000 componenti di numerosi clan familiari legati in maggioranza da vincoli di sangue e residenti tra le due sponde della frontiera Stati Uniti-Messico: i nonni trasformavano l'oppio e la morfina-base nelle piantagioni di papavero della Sierra Madre Occidentale mentre i nipoti trasportavano l'eroina da El Paso verso il Texas, da dove raggiungeva Chicago, che rappresentava il maggiore sbocco commerciale dell'organizzazione. I profitti annuali, dedotte le spese ordinarie e di corruzione, sono stimati intorno ai 200 milioni di dollari. L'arresto di Jaime Herrera nel 1978, e poi di 175 membri della famiglia nel 1985, hanno definitivamente abbattuto il clan.

### Anni ottanta
La nascita vera e propria dei cartelli della droga messicani viene fatta risalire ad un ex agente di polizia giudiziaria federale messicano, Miguel Ángel Félix Gallardo, che negli anni '80 controllava tutto il commercio illegale di droga in Messico e nei corridoi del confine Messico-Stati Uniti. Félix iniziò contrabbandando marijuana e oppio negli Stati Uniti e fu il primo messicano a fare da raccordo con i cartelli colombiani negli anni '80. Attraverso i suoi collegamenti, Félix diventò l'uomo di punta per il cartello di Medellín, gestito da Pablo Escobar. Prima di servire da raccordo per i colombiani, Felix aveva già stabilito una sua infrastruttura che era poi servita da base per trafficanti di Escobar.
Non c'erano cartelli in quel periodo in Messico, Félix Gallardo era il signore dei signori della droga messicani. Supervisionava tutte le operazioni; l'organizzazione era composta, oltre che da Félix, da alcuni suoi stretti affiliati e da un manipolo di politici corrotti che lo proteggevano. Félix Gallardo riuscì a mantenere sempre un profilo basso e nel 1987 si trasferì con la famiglia a Guadalajara. Secondo Peter Dale Scott, il cartello di Guadalajara prosperò principalmente perché godeva della protezione della Dirección Federal de Seguridad.
Félix Gallardo decise poi di diversificare le attività della sua organizzazione per aumentarne l'efficienza e per diminuire le probabilità che potesse essere decapitata in un colpo solo dalle forze dell'ordine.[33] In un certo senso, effettuò una sorta di privatizzazione del traffico di droga in Messico, affidandolo ad altre organizzazioni minori i cui capi erano molto meno conosciuti e, per questo, meno soggetti alle azioni di contrasto della DEA.
Félix convocò i principali narcos messicani in una casa nella località di Acapulco e con loro designò le nuove piazze di spaccio (plazas) e i nuovi itinerari del narcotraffico verso gli Stati Uniti.
L'itinerario di Tijuana sarebbe andato ai fratelli Arellano Félix, nipoti del "padrino". Quello di Ciudad Juárez sarebbe andato alla famiglia Carrillo Fuentes (cartello di Juárez). A Miguel Caro Quintero fu assegnato il corridoio di Sonora (cartello di Sonora). Il controllo del corridoio di Matamoros - poi sotto il controllo del cartello del Golfo - sarebbe finito sotto il dominio di Juan García Ábrego. Joaquín Guzmán Loera e Ismael Zambada García avrebbero diretto le operazioni sulla costa del Pacifico, fondando il cartello di Sinaloa.
Félix Gallardo avrebbe continuato a supervisionare le operazioni a livello nazionale, grazie alle sue importanti connessioni, ma non avrebbe più avuto il controllo in dettaglio dell'intero business. Félix Gallardo fu poi arrestato l'8 aprile 1989. Altri arresti, l'avidità e il desiderio inarrestabile di potere portarono poi alla nascita di numerosi conflitti tra i cartelli che divennero pressoché indipendenti l'uno dall'altro già alla fine degli anni '90.

### Anni novanta
Gli anni '90 furono caratterizzati dal declino dei grandi cartelli colombiani che attraverso i Caraibi rifornivano il mercato statunitense, l'opportunità di occupare questo spazio e sviluppare rotte terrestri fu presa dai cartelli messicani, in particolare dal Cartello di Sinaloa,  dal cartello di Tijuana, dal cartello del Golfo e dal cartello di Juarez.

### Anni duemila: la militarizzazione

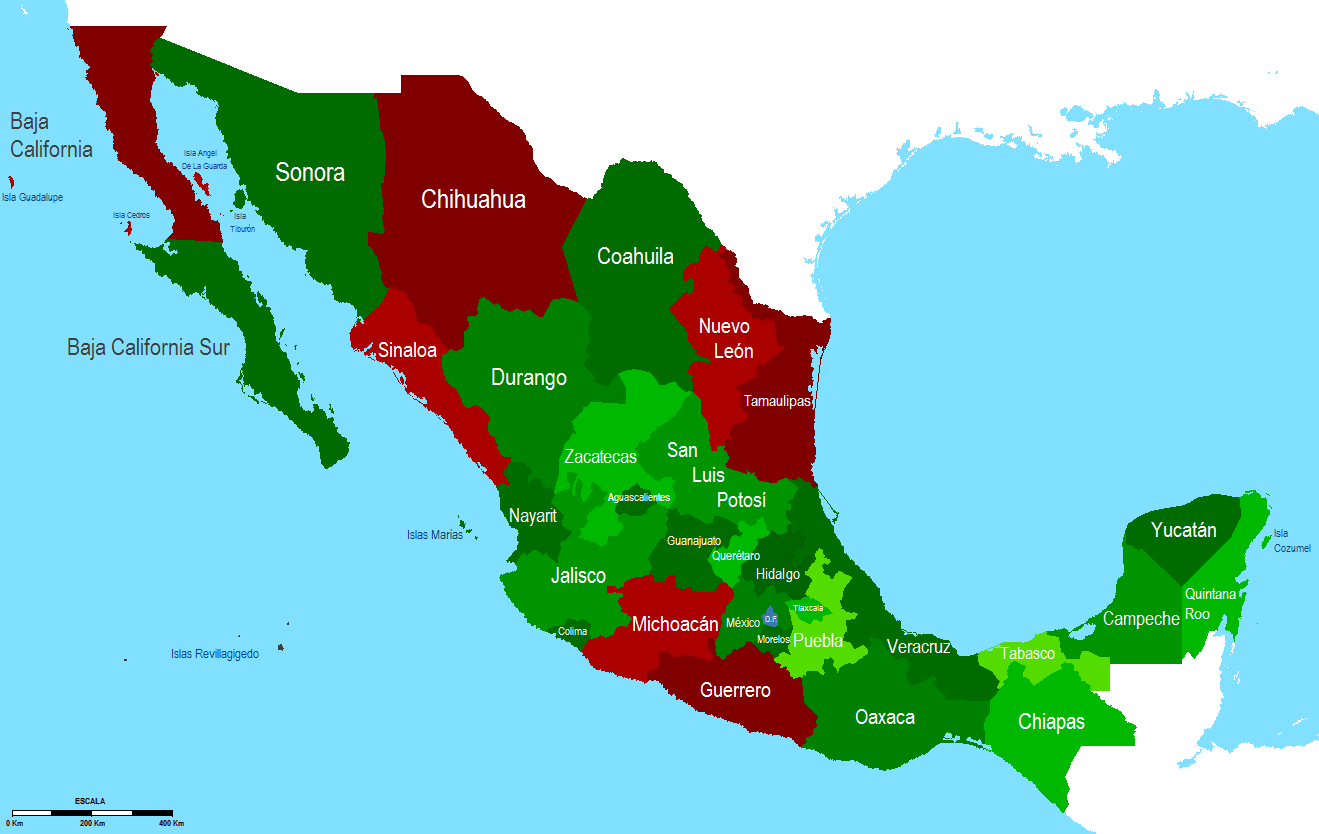
Indice di violenza in Messico: in rosso scuro gli stati col più alto valore

Dal 1999 con l'ingresso in campo del gruppo paramilitare Los Zetas ex membri delle forze speciali messicane capeggiato da Arturo Guzmán Decena al servizio di Osiel Cárdenas Guillén, capo del Cartello del Golfo inizia una corsa di tutti i cartelli ad arruolar un gruppo paramilitare e rompe il periodo di pace e prosperità degli anni precedenti. Questi gruppi avevano il compito di difendere le rotte del narcotraffico e di controllare il territorio. 
Con l'elezione di Felipe Calderón nel 2006 si tenta di fermare questa spirale di violenza; riformando la sicurezza pubblica, perpetrando la lotta al riciclaggio di denaro e con la riforma della giustizia nonché con la collaborazione degli Stati Uniti con l'operazione Merida che portò 1,6 miliardi di dollari di finanziamento.
Queste misure portarono alla caduta o all'indebolimento dei grandi cartelli come quello di Beltrán-Leyva e della Familia ma non a una diminuzione della violenza. Un'altra conseguenza fu la creazione di nuovi gruppo criminali più piccoli come i Los Mata Zetas, Sangre Zeta, Golfo Nueva Generación, Los Coroneles.
Con l'elezione di Enrique Peña Nieto il Messico ha puntato a scardinare le cause economiche e sociali che generano il fenomeno.

## Struttura
Le strutture dei cartelli sono di due tipologie: orientate agli affari e orientate al controllo del territorio. La prima struttura nasce negli anni '80 la seconda con la nascita dei gruppi paramilitari. La prima è tipica del Cartello del Pacifico, la seconda dei Los Zetas. La prima tipologia è attualmente la più diffusa.

### Orientate agli affari
- Unico capo
- Ruoli ben definiti
- Sistema di disciplina interna
- Denominazione specifica
- Spesso forte identità etnica e sociale
- Violenza come extrema ratio e funzionale alle attività criminali
- Influenza e controllo del territorio

### Orientate al controllo del territorio
- Formato da un insieme di gruppi criminali
- Accordi tra i gruppi per la gestione interna
- Identità con il cartello più forti e di riferimento rispetto al singolo gruppo
- Formazione del cartello strettamente legata al contesto storico e sociale.

## I cartelli
Di seguito tutti i cartelli messicani esistiti e attualmente presenti.

### Cartello Beltrán-Leyva
I fratelli Beltrán Leyva, prima integrati nel cartello di Sinaloa, si allearono con i Los Zetas nel 2008. Da febbraio 2010 hanno iniziato una guerra, insieme ai Los Zetas, contro tutti gli altri cartelli del Messico. Il cartello del Pacifico del Sud (Cártel del Pacífico Sur) è un ramo del cartello Beltrán Leyva creato da Héctor Beltrán Leyva come cellula separata operante nel territorio dello Stato di Morelos.

### Familia Michoacana
La Familia Michoacana ha la sua base a Michoacán. La Familia è stata in passato alleata del Cartello del Golfo e dei Los Zetas, ma si è poi divisa ed è diventata un'organizzazione indipendente. Nel febbraio 2010, la Famiglia ha stretto una nuova alleanza con il cartello del Golfo contro il cartello dei Los Zetas e quello dei fratelli Beltrán Leyva. Il Procuratore Generale in Messico (PGR) ha dichiarato che il cartello della Familia Michoacana è stato "sterminato" da metà del 2011.

### Cartello del Golfo
Il cartello del Golfo, con base a Matamoros, è stato uno dei due cartelli dominanti in Messico negli anni 2000. Alla fine degli anni '90, il cartello ingaggiò un esercito privato di mercenari, chiamato "Los Zetas", che nel febbraio 2010, ha poi interrotto la collaborazione, divenendo autonomo e scatenando un'efferata violenza in tutte le città dello Stato di Tamaulipas, trasformando diversi centri di confine in "città fantasma". I Los Zetas fecero poi un accordo con gli ex capi del cartello di Sinaloa, i fratelli Beltrán-Leyva, e si contrapposero agli ex alleati del cartello del Golfo.

### Cartello di Juárez
Il cartello di Juárez controlla una delle rotte primarie del traffico di droga verso gli Stati Uniti dal Messico. Dal 2007, il cartello di Juarez ha combattuto una feroce guerra con il suo ex partner, il cartello di Sinaloa, per il controllo della città di frontiera di Ciudad Juárez. La Línea è un gruppo di trafficanti di droga, noti per essere feroci assassini e mutilatori di corpi, coadiuvati da ufficiali corrotti della polizia di Juárez e dello Stato del Chihuahua. La Línea è un'ala del cartello di Juárez. A capo del cartello di Juarez vi è Vicente Carrillo Fuentes.

### Caballeros templarios
Il cartello dei Caballeros Templarios ("cavalieri templari") fu fondato nel Michoacán a marzo 2011. È considerato un ramo dell'ormai quasi estinto cartello della Familia Michoacana.

### Los Negros
I Los Negros erano il braccio armato del cartello di Sinaloa, formato per contrastare i Los Zetas e le forze di sicurezza governative. Furono poi ingaggiati dal cartello di Beltrán Leyva.

### Cartello di Sinaloa
Il cartello di Sinaloa ha iniziato a contrastare il dominio del cartello del Golfo nella rotta della droga a sud-ovest del Texas dopo l'arresto del leader del cartello del Golfo Osiel Cárdenas nel marzo del 2003. Il cartello è il risultato di un accordo del 2006 tra diversi gruppi situati nello Stato di Sinaloa. Il cartello è guidato da Joaquín "El Chapo" Guzmán, il più ricercato trafficante di droga del Messico il cui patrimonio personale stimato in oltre un miliardo di dollari lo rende il 701° uomo più ricco del mondo secondo Forbes. Nel febbraio del 2010, il cartello di Sinaloa, tramite nuove alleanze, si contrappose al cartello Beltrán Leyva e ai Los Zetas. A partire dal maggio del 2010, numerose segnalazioni da parte dei media messicani e statunitensi osservarono che il cartello di Sinaloa si era infiltrato nel governo federale messicano e nell'esercito per distruggere gli altri cartelli. Il cartello di Colima, il cartello di Sonora e il cartello del Millennio sono al 2011 considerati rami del cartello di Sinaloa.

### Cartello di Tijuana
Il cartello della famiglia Arellano-Félix, definito "cartello di Tijuana" o "Cártel Arellano Félix", una volta era tra i più potenti del Messico, è caduto in disgrazia a causa degli arresti di alcuni capi. Il gruppo è entrato in una breve fase di collaborazione con il cartello del Golfo. Il cartello è stato oggetto di diverse operazioni militari che ne hanno quasi smantellato l'ossatura e che avrebbero provocato la divisione del cartello in gruppi più piccoli. Il cartello di Oaxaca si è unito al cartello di Tijuana nel 2003.

## Presenza dei cartelli messicani per stato

Espansione dei cartelli a maggio 2010 in Messico

Di seguito la presenza dei cartelli criminali per stato in Messico, aggiornata al 31 giugno 2013:

### Aguascalientes
- Los Zetas

### Bassa California
- Cartello del Pacifico
- Cartello di Tijuana

### Bassa California Sud
- Cartello del Pacifico

### Campeche
- Los Zetas

### Chiapas
- Los Zetas
- Cartello del Pacifico
- Cartello del Golfo

### Chihuahua
- Cartello del Pacifico
- Cartello di Juarez

### Coahuila
- Los Zetas
- Cartello del Pacifico
- Cartello di Juarez

### Colima
- Cartello del Pacifico
- Cartello di Jalisco Nueva Generacion

### Distretto Federale
- Los Zetas
- Cartello del Pacifico
- I cavalieri templari
- La famiglia Michoana
- Cartello del Pacifico Sud

### Durango
- Los Zetas
- Cartello del Pacifico
- Cartello del Pacifico del sud

### Guanajuato
- Los Zetas
- I cavalieri templari
- La famiglia Michoana
- Cartello di jalisco Nuova generacion

### Guerrero
- Los Zetas
- Cartello del Pacifico
- I cavalieri templari
- La famiglia Michoana
- Cartello del Pacifico del sud

### Hidalgo
- Los Zetas
- La famiglia Michoana
- I cavalieri templari

### Jalisco
- Los Zetas
- I cavalieri templari
- Cartello di jalisco Nuova generacion

### Mexico
- Los Zetas
- I cavalieri templari
- La famiglia Michoana
- Cartello del Pacifico del sud

### Michoacan
- Los Zetas
- Cartello del Golfo
- I cavalieri templari
- La famiglia Michoana
- Cartello di jalisco Nuova generacion

### Morelos
- Los Zetas
- La famiglia Michoana
- Cartello del Pacifico del sud

### Nayarit
- Cartello del Pacifico
- Cartello del Pacifico del sud
- Cartello di jalisco Nuova generacion

### Nuevo Léon
- Los Zetas
- Cartello del Pacifico
- Cartello del Golfo

### Oaxaca
- Los Zetas
- Cartello del Pacifico

### Puebla
- Cartello del Pacifico
- Cartello del Golfo

### Queretaro
- I cavalieri templari
- La famiglia Michoana

### Quintana Roo
- Los Zetas
- Cartello del Golfo
- Cartello di jalisco Nuova generacion

### San Luis Potosì
- Los Zetas
- Cartello del Golfo

### Sinaloa
- Cartello del Pacifico
- Cartello del Pacifico del sud

### Sonora
- Cartello del Pacifico del sud
- Cartello di jalisco Nuova generacion

### Tabasco
- Los Zetas
- I cavalieri templari

### Tamaulipas
- Los Zetas
- Cartello del Pacifico
- Cartello del Golfo

### Tlaxcala
- Los Zetas

### Veracruz
- Los Zetas
- Cartello del Golfo
- Cartello di jalisco Nuova generacion

### Yucatan
- Cartello del Pacifico

### Zacatecas
- Los Zetas
- Cartello del Pacifico
- Cartello del Golfo